# Sveta Margareta (Austrija)
Sveta Margareta (njemački: Sankt Margarethen im Burgenland, mađarski: Szentmargitbánya) je tržni grad u austrijskoj saveznoj državi Gradišću. Upravno pripada Kotaru Željezno-okolica. 

## Stanovništvo
Sveta Margareta prema podatcima iz 2010. godine ima 2.738 stanovnika. 1910. godine je imala 2.141 stanovnika većinom Nijemca.

## Vanjske poveznice
- Internet stranica naselja